# Liste der Ständeräte des Kantons Appenzell Innerrhoden
Diese Liste zeigt alle Mitglieder des Ständerates aus dem Kanton Appenzell Innerrhoden seit der Gründung des Bundesstaates im Jahr 1848 bis heute.

## Parteiabkürzungen
- CVP: Christlichdemokratische Volkspartei
- KVP: Schweizerische Konservative Volkspartei
- KCV: Konservativ-Christlichsoziale Volkspartei
- Mitte: Die Mitte

## Ständeräte
| Name                         | Partei/Fraktion                | Amtszeit            | Geboren | Gestorben |
| ---------------------------- | ------------------------------ | ------------------- | ------- | --------- |
| Ivo Bischofberger            | CVP                            | 2007–2019           | 1958    |           |
| Alois Broger                 | Katholisch-Konservative        | 1860–1865           | 1811    | 1879      |
| Raymond Broger               | CVP                            | 1971–1980           | 1916    | 1980      |
| Johann Baptist Dähler        | Katholisch-Konservative        | 1850–1852 1856–1857 | 1808    | 1879      |
| Johann Baptist Edmund Dähler | KVP                            | 1893–1920           | 1847    | 1927      |
| Carl Dobler                  | KCV                            | 1963–1971           | 1903    | 1984      |
| Daniel Fässler               | CVP (bis 2020) Mitte (ab 2021) | 2019–               | 1960    |           |
| Josef Anton Fässler          | Katholisch-Konservative        | 1848–1850           | 1796    | 1875      |
| Joseph Albert Hautle         | Katholisch-Konservative        | 1890–1893           | 1841    | 1912      |
| Franz Joseph Heim            | Katholisch-Konservative        | 1852–1856           | 1793    | 1859      |
| Johann Baptist Kölbener      | Katholisch-Konservative        | 1866–1868           | 1828    | 1868      |
| Armin Locher                 | KVP/KCV                        | 1937–1963           | 1897    | 1967      |
| Carl Rusch                   | KVP                            | 1920–1937           | 1883    | 1946      |
| Johann Baptist Rusch         | Katholisch-Konservative        | 1869–1875 1877–1890 | 1844    | 1890      |
| Carlo Schmid-Sutter          | CVP                            | 1980–2007           | 1950    |           |
| Karl Justin Sonderegger      | Liberale                       | 1875–1877           | 1842    | 1906      |
| Joseph Anton Sutter          | Katholisch-Konservative        | 1857–1860           | 1804    | 1865      |

## Quelle
- Datenbank aller Ratsmitglieder. Website der Bundesversammlung.